# Jane Luu
Jane X. Luu (1963) es una astrónoma estadounidense de origen vietnamita, que codescubrió el primer objeto del Cinturón de Kuiper (KBO).
Luu nació en 1963 en Vietnam del Sur donde su padre trabajaba como traductor para el Ejército de los EE. UU., quien le enseñó a hablar francés desde una edad temprana.
Su familia emigró a los Estados Unidos como refugiada en 1975, durante la caída del gobierno de Vietnam del Sur, y se establecieron en Kentucky, donde tenía parientes. Una visita al Jet Propulsion Laboratory le dio el deseo de estudiar astronomía. Estudió en la Universidad de Stanford, donde obtuvo su licenciatura en 1984.
Como tesis de estudiante de la Universidad de California en Berkeley y el Instituto de Tecnología de Massachusetts, trabajó con David Jewitt, para descubrir el cinturón trans-neptuniano. En 1992, después de cinco años de observación, encontraron el primer objeto en el cinturón transneptuniano, utilizando el telescopio de 2.2 metros de la Universidad de Hawái en Mauna Kea. Este objeto es (15760) 1992 QB1, que apodaron «Smiley». La Sociedad Astronómica Americana le otorgó el Gran Premio de Astronomía Annie J. Cannon en 1991. En 1992, recibió una beca del Hubble en la Universidad de California en Berkeley. El asteroide (5430) Luu lleva su nombre.

## Asteroides que ha codescubierto
Luu ha codescubierto varios asteroides:
- 10370 Hylonome
- (15760) 1992 QB1
- (15809) 1994 JS
- (15836) 1995 DA2
- (15874) 1996 TL66
- (15875) 1996 TP66
- (19308) 1996 TO66
- (20161) 1996 TR66
- (24952) 1997 QJ4
- (24978) 1998 HJ151
- (26375) 1999 DE9
- (33001) 1997 CU29
- (58534) 1997 CQ29
- (59358) 1999 CL158
- (60608) 2000 EE173
- 66652 Borasisi
- (79360) 1997 CS29
- (79969) 1999 CP133
- (79978) 1999 CC158
- (79983) 1999 DF9

## Honores y premios
- 1991 Annie J. Cannon Award in Astronomy
- 2012 Premio Shaw en astronomía[11]
- 2012 Premio Kavli en astrofísica[12]